# 東丹尼斯 (麻薩諸塞州)
東丹尼斯（英語：East Dennis）是位於美國麻薩諸塞州巴恩斯特布爾縣的一個普查規定居民點。

## 人口
根據2020年美國人口普查的數據，東丹尼斯的面積為12.90平方千米，當中陸地面積為12.52平方千米，而水域面積為0.38平方千米。當地共有人口2585人，而人口密度為每平方千米200.39人。